# Firtos Mons
Il Firtos Mons è una struttura geologica della superficie di Venere.